# 16e étape du Tour d'Italie 2024
Pour un article plus général, voir Tour d'Italie 2024.
La 16e étape du Tour d'Italie 2024 se déroule le mardi 21 mai 2024 entre Lasa et Santa Cristina Valgardena dans le Trentin-Haut-Adige sur une distance de 118,7 km.

## Parcours
Cette étape a lieu au lendemain de la seconde journée de repos passée en altitude à Livigno où le départ est donné. 
Après 50,5 kilomètres, les coureurs franchissent le col de l'Umbrail (altitude : 2 503 m), col hors-catégorie et Cima Coppi du Giro 2024. Après une centaine de kilomètres en descente puis à plat, la fin d'étape comprend deux ascensions : le Passo Pinei (col de 1re catégorie, montée irrégulière de 23,4 km, pente moyenne de 4,7 % avec un passage à 15 %) avec le sommet situé à 12 km de l'arrivée. Celle-ci se situe au sommet du Monte Pana à Santa Cristina Valgardena (col de 2e catégorie) après une dernière montée de 7,6 km avec une pente moyenne de 6,1 % et un passage à 15 %.
En raison de conditions météorologiques rendant la descente du Col de l'Umbrail périlleuse, les 70 premiers kilomètres de l'étape sont supprimés et le départ donné à Lasa.

## Déroulement de la course
Les Italiens Davide Ballerini (Astana Qazaqstan), Andrea Piccolo (EF Education-EasyPost) et Mirco Maestri (Polti Kometa) ainsi que le Français Julian Alaphilippe (Soudal Quick-Step) composent le groupe d'échappés. À 33 kilomètres de l'arrivée, Alaphilippe s'isole en tête. Le Français augmente dans un premier temps son avance, comptant jusqu'à deux minutes sur le peloton. Ensuite, son avantage se réduit et il conserve une quinzaine de secondes sur ses premiers poursuivants au sommet du Passo Pinei à 12 km du but et une quarantaine de secondes sur le peloton maillot rose. Dans l'ascension finale, Alaphilippe est repris à 5 km du sommet par Christian Scaroni (Astana Qazaqstan), Ewen Costiou (Arkéa-B&B Hotels) et Giulio Pellizzari (Bardiani CSF-Faizané) puis lâche prise deux kilomètres et demi plus loin. Costiou puis Pellizzari se retrouvent successivement en tête. Revenu près de l'avant de la course grâce au travail de son équipier Rafal Majka, le maillot rose Tadej Pogačar (UAE Emirates) attaque et rejoint Pellizzari aux 800 mètres puis le lâche au train pour terminer en tête et remporter en solitaire une cinquième victoire sur le Giro 2024.

## Résultats

### Classement de l'étape
| \| Classement de l'étape \| Classement de l'étape \| Classement de l'étape \| Classement de l'étape \| Classement de l'étape \| \| Coureur \| Coureur \| Pays \| Équipe \| Temps \| \| --------------------- \| ---------------------- \| --------------------- \| ----------------------------- \| --------------------- \| \| 1er \| Tadej Pogačar \| Slovénie \| UAE Team Emirates \| 2 h 49 min 37 s \| \| 2e \| Giulio Pellizzari \| Italie \| VF Group-Bardiani CSF-Faizanè \| + 16 s \| \| 3e \| Daniel Martínez \| Colombie \| Bora-Hansgrohe \| + 16 s \| \| 4e \| Christian Scaroni \| Italie \| Astana Qazaqstan Team \| + 31 s \| \| 5e \| Antonio Tiberi \| Italie \| Bahrain Victorious \| + 33 s \| \| 6e \| Thymen Arensman \| Pays-Bas \| Ineos Grenadiers \| + 38 s \| \| 7e \| Damiano Caruso \| Italie \| Bahrain Victorious \| + 39 s \| \| 8e \| Michael Storer \| Australie \| Tudor Pro Cycling Team \| + 42 s \| \| 9e \| Ewen Costiou \| France \| Arkéa-B&B Hotels \| + 42 s \| \| 10e \| Valentin Paret-Peintre \| France \| Decathlon-AG2R La Mondiale \| + 45 s \| |                        |           |                               |                 |
| |                        |           |                               |                 |
| Sources : ProCyclingStats Cycling Quotient |                        |           |                               |                 |
| Classement de l'étape |                        |           |                               |                 |
| Coureur | Coureur                | Pays      | Équipe                        | Temps           |
| 1er | Tadej Pogačar          | Slovénie  | UAE Team Emirates             | 2 h 49 min 37 s |
| 2e | Giulio Pellizzari      | Italie    | VF Group-Bardiani CSF-Faizanè | + 16 s          |
| 3e | Daniel Martínez        | Colombie  | Bora-Hansgrohe                | + 16 s          |
| 4e | Christian Scaroni      | Italie    | Astana Qazaqstan Team         | + 31 s          |
| 5e | Antonio Tiberi         | Italie    | Bahrain Victorious            | + 33 s          |
| 6e | Thymen Arensman        | Pays-Bas  | Ineos Grenadiers              | + 38 s          |
| 7e | Damiano Caruso         | Italie    | Bahrain Victorious            | + 39 s          |
| 8e | Michael Storer         | Australie | Tudor Pro Cycling Team        | + 42 s          |
| 9e | Ewen Costiou           | France    | Arkéa-B&B Hotels              | + 42 s          |
| 10e | Valentin Paret-Peintre | France    | Decathlon-AG2R La Mondiale    | + 45 s          |

### Points attribués pour le classement par points
| Sprint intermédiaire Bolzano (km 74,6) | Sprint intermédiaire Bolzano (km 74,6) | Sprint intermédiaire Bolzano (km 74,6) | Sprint intermédiaire Bolzano (km 74,6) | Sprint intermédiaire Bolzano (km 74,6) |
| -------------------------------------- | -------------------------------------- | -------------------------------------- | -------------------------------------- | -------------------------------------- |
|                                        | Coureur                                | Pays                                   | Équipe                                 | Point(s)                               |
| 1er                                    | Davide Ballerini                       | Italie                                 | Astana Qazaqstan                       | 12                                     |
| 2e                                     | Mirco Maestri                          | Italie                                 | Polti Kometa                           | 8                                      |
| 3e                                     | Andrea Piccolo                         | Italie                                 | EF Education-EasyPost                  | 6                                      |
| 4e                                     | Julian Alaphilippe                     | France                                 | Soudal Quick-Step                      | 5                                      |
| 5e                                     | Filippo Fiorelli                       | Italie                                 | VF Group-Bardiani CSF-Faizané          | 4                                      |
| 6e                                     | Fernando Gaviria                       | Colombie                               | Movistar                               | 3                                      |
| 7e                                     | Lorenzo Milesi                         | Italie                                 | Movistar                               | 2                                      |
| 8e                                     | Albert Torres                          | Espagne                                | Movistar                               | 1                                      |
| modifier                               |                                        |                                        |                                        |                                        |

| Sprint intermédiaire Fiè allo Sciliar (km 90,6) | Sprint intermédiaire Fiè allo Sciliar (km 90,6) | Sprint intermédiaire Fiè allo Sciliar (km 90,6) | Sprint intermédiaire Fiè allo Sciliar (km 90,6) | Sprint intermédiaire Fiè allo Sciliar (km 90,6) |
| ----------------------------------------------- | ----------------------------------------------- | ----------------------------------------------- | ----------------------------------------------- | ----------------------------------------------- |
|                                                 | Coureur                                         | Pays                                            | Équipe                                          | Point(s)                                        |
| 1er                                             | Julian Alaphilippe                              | France                                          | Soudal Quick-Step                               | 12                                              |
| 2e                                              | Davide Ballerini                                | Italie                                          | Astana Qazaqstan                                | 8                                               |
| 3e                                              | Filippo Fiorelli                                | Italie                                          | VF Group-Bardiani CSF-Faizané                   | 6                                               |
| 4e                                              | Andrea Pietrobon                                | Italie                                          | Polti Kometa                                    | 5                                               |
| 5e                                              | Mirco Maestri                                   | Italie                                          | Polti Kometa                                    | 4                                               |
| 6e                                              | William Barta                                   | États-Unis                                      | Movistar                                        | 3                                               |
| 7e                                              | Pelayo Sánchez                                  | Espagne                                         | Movistar                                        | 2                                               |
| 8e                                              | Nairo Quintana                                  | Colombie                                        | Movistar                                        | 1                                               |
| modifier                                        |                                                 |                                                 |                                                 |                                                 |

| \| Arrivée d'étape Santa Cristina Valgardena (km 118,7) \| Arrivée d'étape Santa Cristina Valgardena (km 118,7) \| Arrivée d'étape Santa Cristina Valgardena (km 118,7) \| Arrivée d'étape Santa Cristina Valgardena (km 118,7) \| Arrivée d'étape Santa Cristina Valgardena (km 118,7) \| \| ---------------------------------------------------- \| ---------------------------------------------------- \| ---------------------------------------------------- \| ---------------------------------------------------- \| ---------------------------------------------------- \| \| \| Coureur \| Pays \| Équipe \| Point(s) \| \| 1er \| Tadej Pogačar \| Slovénie \| UAE Team Emirates \| 15 \| \| 2e \| Giulio Pellizzari \| Italie \| VF Group-Bardiani CSF-Faizané \| 12 \| \| 3e \| Daniel Martínez \| Colombie \| Bora-Hansgrohe \| 9 \| \| 4e \| Christian Scaroni \| Italie \| Astana Qazaqstan \| 7 \| \| 5e \| Antonio Tiberi \| Italie \| Bahrain Victorious \| 6 \| \| 6e \| Thymen Arensman \| Pays-Bas \| Ineos Grenadiers \| 5 \| \| 7e \| Damiano Caruso \| Italie \| Bahrain Victorious \| 4 \| \| 8e \| Michael Storer \| Australie \| Tudor Pro Cycling Team \| 3 \| \| 9e \| Ewen Costiou \| France \| Arkéa-B&B Hotels \| 2 \| \| 10e \| Valentin Paret-Peintre \| France \| Decathlon AG2R La Mondiale \| 1 \| \| modifier \| \| \| \| \| |                        |           |                               |          |
| Arrivée d'étape Santa Cristina Valgardena (km 118,7) |                        |           |                               |          |
| | Coureur                | Pays      | Équipe                        | Point(s) |
| 1er | Tadej Pogačar          | Slovénie  | UAE Team Emirates             | 15       |
| 2e | Giulio Pellizzari      | Italie    | VF Group-Bardiani CSF-Faizané | 12       |
| 3e | Daniel Martínez        | Colombie  | Bora-Hansgrohe                | 9        |
| 4e | Christian Scaroni      | Italie    | Astana Qazaqstan              | 7        |
| 5e | Antonio Tiberi         | Italie    | Bahrain Victorious            | 6        |
| 6e | Thymen Arensman        | Pays-Bas  | Ineos Grenadiers              | 5        |
| 7e | Damiano Caruso         | Italie    | Bahrain Victorious            | 4        |
| 8e | Michael Storer         | Australie | Tudor Pro Cycling Team        | 3        |
| 9e | Ewen Costiou           | France    | Arkéa-B&B Hotels              | 2        |
| 10e | Valentin Paret-Peintre | France    | Decathlon AG2R La Mondiale    | 1        |
| modifier |                        |           |                               |          |

### Points attribués pour le classement du meilleur grimpeur
| Passo Pinei (km 106,7) 1re catégorie (23,4 km à 4,8%) | Passo Pinei (km 106,7) 1re catégorie (23,4 km à 4,8%) | Passo Pinei (km 106,7) 1re catégorie (23,4 km à 4,8%) | Passo Pinei (km 106,7) 1re catégorie (23,4 km à 4,8%) | Passo Pinei (km 106,7) 1re catégorie (23,4 km à 4,8%) |
| ----------------------------------------------------- | ----------------------------------------------------- | ----------------------------------------------------- | ----------------------------------------------------- | ----------------------------------------------------- |
|                                                       | Coureur                                               | Pays                                                  | Équipe                                                | Point(s)                                              |
| 1er                                                   | Julian Alaphilippe                                    | France                                                | Soudal Quick-Step                                     | 40                                                    |
| 2e                                                    | Christian Scaroni                                     | Italie                                                | Astana Qazaqstan                                      | 18                                                    |
| 3e                                                    | Giulio Pellizzari                                     | Italie                                                | VF Group-Bardiani CSF-Faizané                         | 12                                                    |
| 4e                                                    | Ewen Costiou                                          | France                                                | Arkéa-B&B Hotels                                      | 9                                                     |
| 5e                                                    | Domen Novak                                           | Slovénie                                              | UAE Team Emirates                                     | 6                                                     |
| 6e                                                    | Sebastián Molano                                      | Colombie                                              | UAE Team Emirates                                     | 4                                                     |
| 7e                                                    | Tadej Pogačar                                         | Slovénie                                              | UAE Team Emirates                                     | 2                                                     |
| 8e                                                    | Geraint Thomas                                        | Grande-Bretagne                                       | Ineos Grenadiers                                      | 1                                                     |
| modifier                                              |                                                       |                                                       |                                                       |                                                       |

| Monte Pana (km 118,7) 2e catégorie (6,6 km à 6,3%) | Monte Pana (km 118,7) 2e catégorie (6,6 km à 6,3%) | Monte Pana (km 118,7) 2e catégorie (6,6 km à 6,3%) | Monte Pana (km 118,7) 2e catégorie (6,6 km à 6,3%) | Monte Pana (km 118,7) 2e catégorie (6,6 km à 6,3%) |
| -------------------------------------------------- | -------------------------------------------------- | -------------------------------------------------- | -------------------------------------------------- | -------------------------------------------------- |
|                                                    | Coureur                                            | Pays                                               | Équipe                                             | Point(s)                                           |
| 1er                                                | Tadej Pogačar                                      | Slovénie                                           | UAE Team Emirates                                  | 26                                                 |
| 2e                                                 | Giulio Pellizzari                                  | Italie                                             | VF Group-Bardiani CSF-Faizané                      | 12                                                 |
| 3e                                                 | Daniel Martínez                                    | Colombie                                           | Bora-Hansgrohe                                     | 8                                                  |
| 4e                                                 | Christian Scaroni                                  | Italie                                             | Astana Qazaqstan                                   | 4                                                  |
| 5e                                                 | Antonio Tiberi                                     | Italie                                             | Bahrain Victorious                                 | 2                                                  |
| 6e                                                 | Thymen Arensman                                    | Pays-Bas                                           | Ineos Grenadiers                                   | 1                                                  |
| modifier                                           |                                                    |                                                    |                                                    |                                                    |

### Points attribués pour le classement des sprints intermédiaires
| Sprint intermédiaire Bolzano (km 74,6) | Sprint intermédiaire Bolzano (km 74,6) | Sprint intermédiaire Bolzano (km 74,6) | Sprint intermédiaire Bolzano (km 74,6) | Sprint intermédiaire Bolzano (km 74,6) |
| -------------------------------------- | -------------------------------------- | -------------------------------------- | -------------------------------------- | -------------------------------------- |
|                                        | Coureur                                | Pays                                   | Équipe                                 | Point(s)                               |
| 1er                                    | Davide Ballerini                       | Italie                                 | Astana Qazaqstan                       | 10                                     |
| 2e                                     | Mirco Maestri                          | Italie                                 | Polti Kometa                           | 6                                      |
| 3e                                     | Andrea Piccolo                         | Italie                                 | EF Education-EasyPost                  | 3                                      |
| 4e                                     | Julian Alaphilippe                     | France                                 | Soudal Quick-Step                      | 2                                      |
| 5e                                     | Filippo Fiorelli                       | Italie                                 | VF Group-Bardiani CSF-Faizané          | 1                                      |
| modifier                               |                                        |                                        |                                        |                                        |

| Sprint intermédiaire Siusi allo Sciliar (km 97,8) | Sprint intermédiaire Siusi allo Sciliar (km 97,8) | Sprint intermédiaire Siusi allo Sciliar (km 97,8) | Sprint intermédiaire Siusi allo Sciliar (km 97,8) | Sprint intermédiaire Siusi allo Sciliar (km 97,8) |
| ------------------------------------------------- | ------------------------------------------------- | ------------------------------------------------- | ------------------------------------------------- | ------------------------------------------------- |
|                                                   | Coureur                                           | Pays                                              | Équipe                                            | Point(s)                                          |
| 1er                                               | Julian Alaphilippe                                | France                                            | Soudal Quick-Step                                 | 10                                                |
| 2e                                                | Andrea Pietrobon                                  | Italie                                            | Polti Kometa                                      | 6                                                 |
| 3e                                                | Davide Ballerini                                  | Italie                                            | Astana Qazaqstan                                  | 3                                                 |
| 4e                                                | Andrea Vendrame                                   | Italie                                            | Decathlon AG2R La Mondiale                        | 2                                                 |
| 5e                                                | Pelayo Sánchez                                    | Espagne                                           | Movistar                                          | 1                                                 |
| modifier                                          |                                                   |                                                   |                                                   |                                                   |

### Bonifications
|   | Coureur            | Pays   | Équipe                        | Secondes |
| - | ------------------ | ------ | ----------------------------- | -------- |
| 1 | Julian Alaphilippe | France | Soudal Quick-Step             | 3 s      |
| 2 | Davide Ballerini   | Italie | Astana Qazaqstan              | 2 s      |
| 3 | Filippo Fiorelli   | Italie | VF Group-Bardiani CSF-Faizané | 1 s      |

|   | Coureur            | Pays   | Équipe            | Secondes |
| - | ------------------ | ------ | ----------------- | -------- |
| 1 | Julian Alaphilippe | France | Soudal Quick-Step | 3 s      |
| 2 | Andrea Pietrobon   | Italie | Polti Kometa      | 2 s      |
| 3 | Davide Ballerini   | Italie | Astana Qazaqstan  | 1 s      |

| \| \| Coureur \| Pays \| Équipe \| Secondes \| \| - \| ----------------- \| -------- \| ----------------------------- \| -------- \| \| 1 \| Tadej Pogačar \| Slovénie \| UAE Team Emirates \| 10 s \| \| 2 \| Giulio Pellizzari \| Italie \| VF Group-Bardiani CSF-Faizané \| 6 s \| \| 3 \| Daniel Martínez \| Colombie \| Bora-Hansgrohe \| 4 s \| |                   |          |                               |          |
| | Coureur           | Pays     | Équipe                        | Secondes |
| 1 | Tadej Pogačar     | Slovénie | UAE Team Emirates             | 10 s     |
| 2 | Giulio Pellizzari | Italie   | VF Group-Bardiani CSF-Faizané | 6 s      |
| 3 | Daniel Martínez   | Colombie | Bora-Hansgrohe                | 4 s      |

## Classements à l'issue de l'étape

### Classement général
| \| Classement général \| Classement général \| Classement général \| Classement général \| Classement général \| \| Coureur \| Coureur \| Pays \| Équipe \| Temps \| \| ------------------ \| ------------------ \| ------------------ \| -------------------------- \| ------------------ \| \| 1er \| Tadej Pogačar \| Slovénie \| UAE Team Emirates \| 59 h 01 min 09 s \| \| 2e \| Daniel Martínez \| Colombie \| Bora-Hansgrohe \| + 7 min 18 s \| \| 3e \| Geraint Thomas \| Royaume-Uni \| Ineos Grenadiers \| + 7 min 40 s \| \| 4e \| Ben O'Connor \| Australie \| Decathlon-AG2R La Mondiale \| + 8 min 42 s \| \| 5e \| Antonio Tiberi \| Italie \| Bahrain Victorious \| + 10 min 09 s \| \| 6e \| Thymen Arensman \| Pays-Bas \| Ineos Grenadiers \| + 10 min 33 s \| \| 7e \| Romain Bardet \| France \| Team dsm-firmenich PostNL \| + 12 min 18 s \| \| 8e \| Filippo Zana \| Italie \| Team Jayco AlUla \| + 12 min 43 s \| \| 9e \| Einer Rubio \| Colombie \| Movistar Team \| + 13 min 09 s \| \| 10e \| Jan Hirt \| Tchéquie \| Soudal Quick-Step \| + 14 min 07 s \| |                 |             |                            |                  |
| |                 |             |                            |                  |
| Sources : ProCyclingStats Cycling Quotient |                 |             |                            |                  |
| Classement général |                 |             |                            |                  |
| Coureur | Coureur         | Pays        | Équipe                     | Temps            |
| 1er | Tadej Pogačar   | Slovénie    | UAE Team Emirates          | 59 h 01 min 09 s |
| 2e | Daniel Martínez | Colombie    | Bora-Hansgrohe             | + 7 min 18 s     |
| 3e | Geraint Thomas  | Royaume-Uni | Ineos Grenadiers           | + 7 min 40 s     |
| 4e | Ben O'Connor    | Australie   | Decathlon-AG2R La Mondiale | + 8 min 42 s     |
| 5e | Antonio Tiberi  | Italie      | Bahrain Victorious         | + 10 min 09 s    |
| 6e | Thymen Arensman | Pays-Bas    | Ineos Grenadiers           | + 10 min 33 s    |
| 7e | Romain Bardet   | France      | Team dsm-firmenich PostNL  | + 12 min 18 s    |
| 8e | Filippo Zana    | Italie      | Team Jayco AlUla           | + 12 min 43 s    |
| 9e | Einer Rubio     | Colombie    | Movistar Team              | + 13 min 09 s    |
| 10e | Jan Hirt        | Tchéquie    | Soudal Quick-Step          | + 14 min 07 s    |

### Classement par points
| Classement par points | Classement par points | Classement par points | Classement par points         | Classement par points |
| Coureur               | Coureur               | Pays                  | Équipe                        | Points                |
| --------------------- | --------------------- | --------------------- | ----------------------------- | --------------------- |
| 1er                   | Jonathan Milan        | Italie                | Lidl-Trek                     | 284 pts               |
| 2e                    | Kaden Groves          | Australie             | Alpecin-Deceuninck            | 175 pts               |
| 3e                    | Tadej Pogačar         | Slovénie              | UAE Team Emirates             | 99 pts                |
| 4e                    | Julian Alaphilippe    | France                | Soudal Quick-Step             | 99 pts                |
| 5e                    | Filippo Fiorelli      | Italie                | VF Group-Bardiani CSF-Faizanè | 98 pts                |
| 6e                    | Tim Merlier           | Belgique              | Soudal Quick-Step             | 93 pts                |
| 7e                    | Andrea Pietrobon      | Italie                | Team Polti Kometa             | 91 pts                |
| 8e                    | Jhonatan Narváez      | Équateur              | Ineos Grenadiers              | 63 pts                |
| 9e                    | Mirco Maestri         | Italie                | Team Polti Kometa             | 58 pts                |
| 10e                   | Sebastián Molano      | Colombie              | UAE Team Emirates             | 54 pts                |

### Classement de la montagne
| Classement de la montagne | Classement de la montagne | Classement de la montagne | Classement de la montagne     | Classement de la montagne |
| Coureur                   | Coureur                   | Pays                      | Équipe                        | Points                    |
| ------------------------- | ------------------------- | ------------------------- | ----------------------------- | ------------------------- |
| 1er                       | Tadej Pogačar             | Slovénie                  | UAE Team Emirates             | 200 pts                   |
| 2e                        | Christian Scaroni         | Italie                    | Astana Qazaqstan Team         | 86 pts                    |
| 3e                        | Simon Geschke             | Allemagne                 | Cofidis                       | 78 pts                    |
| 4e                        | Daniel Martínez           | Colombie                  | Bora-Hansgrohe                | 66 pts                    |
| 5e                        | Nairo Quintana            | Colombie                  | Movistar Team                 | 65 pts                    |
| 6e                        | Giulio Pellizzari         | Italie                    | VF Group-Bardiani CSF-Faizanè | 56 pts                    |
| 7e                        | Valentin Paret-Peintre    | France                    | Decathlon-AG2R La Mondiale    | 55 pts                    |
| 8e                        | Julian Alaphilippe        | France                    | Soudal Quick-Step             | 53 pts                    |
| 9e                        | Romain Bardet             | France                    | Team dsm-firmenich PostNL     | 45 pts                    |
| 10e                       | Georg Steinhauser         | Allemagne                 | EF Education-EasyPost         | 42 pts                    |

### Classement du meilleur jeune
| Classement du meilleur jeune | Classement du meilleur jeune | Classement du meilleur jeune | Classement du meilleur jeune | Classement du meilleur jeune |
| Coureur                      | Coureur                      | Pays                         | Équipe                       | Temps                        |
| ---------------------------- | ---------------------------- | ---------------------------- | ---------------------------- | ---------------------------- |
| 1er                          | Antonio Tiberi               | Italie                       | Bahrain Victorious           | 59 h 11 min 18 s             |
| 2e                           | Thymen Arensman              | Pays-Bas                     | Ineos Grenadiers             | + 24 s                       |
| 3e                           | Filippo Zana                 | Italie                       | Team Jayco AlUla             | + 2 min 34 s                 |
| 4e                           | Davide Piganzoli             | Italie                       | Team Polti Kometa            | + 9 min 46 s                 |
| 5e                           | Alex Baudin                  | France                       | Decathlon-AG2R La Mondiale   | + 16 min 08 s                |
| 6e                           | Giovanni Aleotti             | Italie                       | Bora-Hansgrohe               | + 23 min 18 s                |
| 7e                           | Valentin Paret-Peintre       | France                       | Decathlon-AG2R La Mondiale   | + 28 min 32 s                |
| 8e                           | Kevin Vermaerke              | États-Unis                   | Team dsm-firmenich PostNL    | + 53 min 20 s                |
| 9e                           | Mauri Vansevenant            | Belgique                     | Soudal Quick-Step            | + 53 min 36 s                |
| 10e                          | Edoardo Zambanini            | Italie                       | Bahrain Victorious           | + 57 min 29 s                |

### Classement par équipes
| Classement par équipes | Classement par équipes        | Classement par équipes | Classement par équipes |
| Équipe                 | Équipe                        | Pays                   | Temps                  |
| ---------------------- | ----------------------------- | ---------------------- | ---------------------- |
| 1re                    | Decathlon-AG2R La Mondiale    | France                 | 177 h 47 min 27 s      |
| 2e                     | Ineos Grenadiers              | Royaume-Uni            | + 10 min 47 s          |
| 3e                     | UAE Team Emirates             | Émirats arabes unis    | + 34 min 39 s          |
| 4e                     | Astana Qazaqstan Team         | Kazakhstan             | + 48 min 58 s          |
| 5e                     | Bora-Hansgrohe                | Allemagne              | + 52 min 00 s          |
| 6e                     | Bahrain Victorious            | Bahreïn                | + 54 min 49 s          |
| 7e                     | VF Group-Bardiani CSF-Faizané | Italie                 | + 1 h 09 min 05 s      |
| 8e                     | Team dsm-firmenich PostNL     | Pays-Bas               | + 1 h 11 min 12 s      |
| 9e                     | Movistar Team                 | Espagne                | + 1 h 13 min 10 s      |
| 10e                    | Soudal Quick-Step             | Belgique               | + 1 h 32 min 37 s      |

## Abandons
- Jenthe Biermans (Arkéa-B&B Hotels) : non partant
- Danny van Poppel (Bora-Hansgrohe) : non partant
- Benjamin Thomas (Cofidis) : abandon
- Julius van den Berg (dsm-firmenich PostNL) : abandon